# Ырзем, Ольга Ивановна
О́льга Ива́новна Ырзе́м (Ырзем — псевдоним, девичья фамилия — Шестипа́лова, после замужества — Ти́хонова; 24 июня (6 июля) 1892, Байгулово, Чебоксарский уезд — 3 августа 1979, Чебоксары) — советская артистка театра. Народная артистка Чувашской АССР (1945). Заслуженная артистка РСФСР (1957). Одна из основоположниц чувашского театра.

## Биография

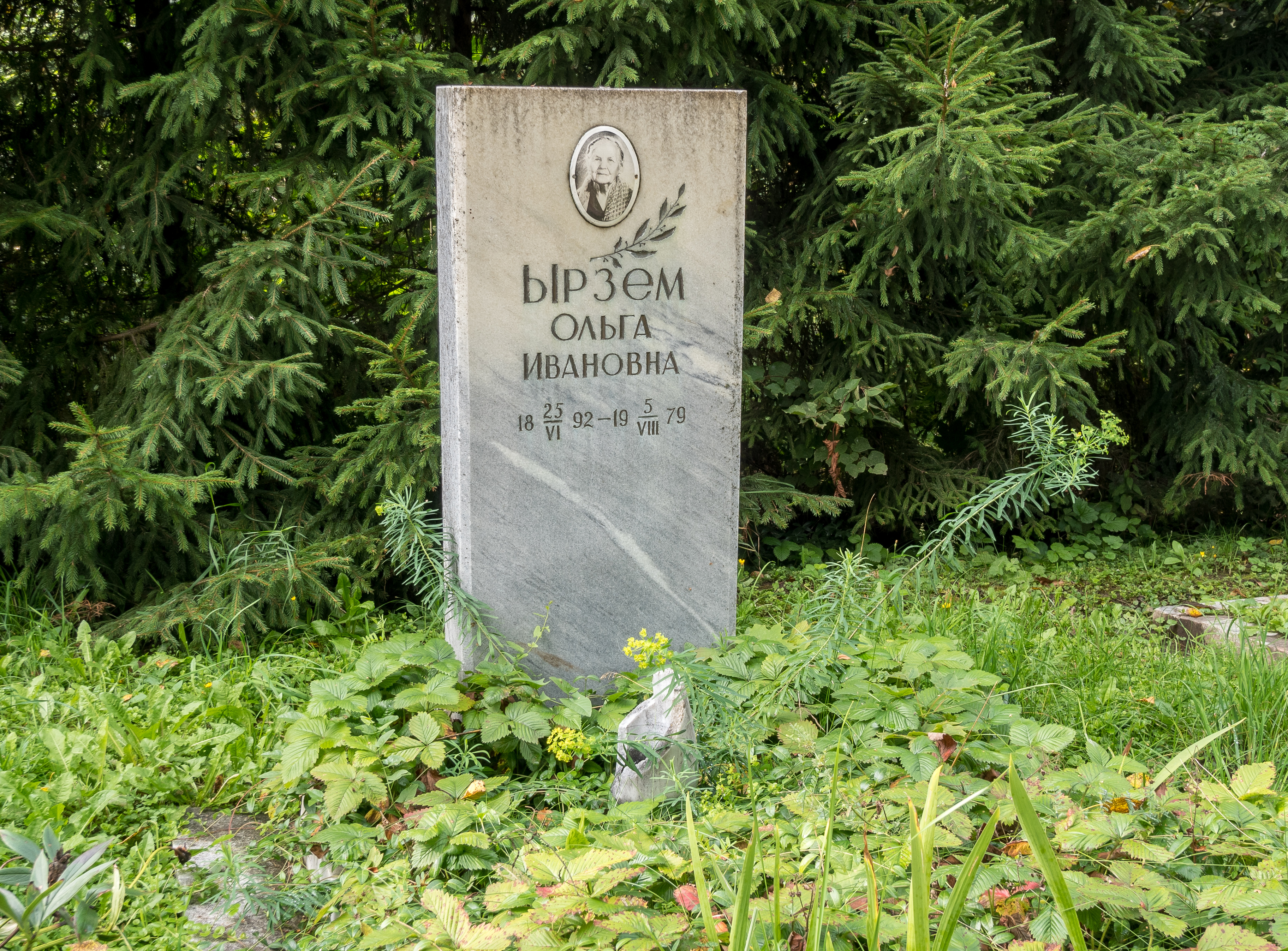
Могила О. И. Ырзем в Чебоксарах

Ольга Ивановна родилась в селе Байгулово в крестьянской семье. Во время учёбы в Чебоксарской женской прогимназии, в течение шести лет подрабатывала прислугой в доме Ефремовых.
Сельская учительница, студентка Казанского педагогического института. Далее — артистка Чувашского академического драматического театра.
Умерла 3 августа 1979 года. Похоронена на мемориальном кладбище города Чебоксары.

## Театральная деятельность
В течение 60 лет Ырзем служила Чувашскому театру, на сцене которого исполнила более 300 ролей, лучшими из которых были образы чувашских женщин: Нарспи (1922), Пинерпи (1927), Аниса (1943), Анюк «Энтип» (1949), Пелагея «Кукушка все кукует» (1974) и многие другие. Поистине уникальным стало её участие в семи постановках пьесы «В деревне» (чув. «Ялта») Ф. П. Павлова — сначала в образе Елюк (1922), затем — Прчкан и Еснар (1929, 1932, 1939, 1944, 1951, 1961). Пробыв на сцене до 1978, Ырзем внесла огромный вклад в сохранение и развитие национально-культурных традиций.

## Фильмография
- Сеспель (1970)

## Награды
- Орден Трудового Красного Знамени (7 марта 1960)[6].
- Заслуженная артистка РСФСР (1957).
- Народная артистка Чувашской АССР (1945).
- Награждена медалью.
- Занесена в Почётную Книгу Трудовой Славы и Героизма Чувашской АССР (1967)

## Память

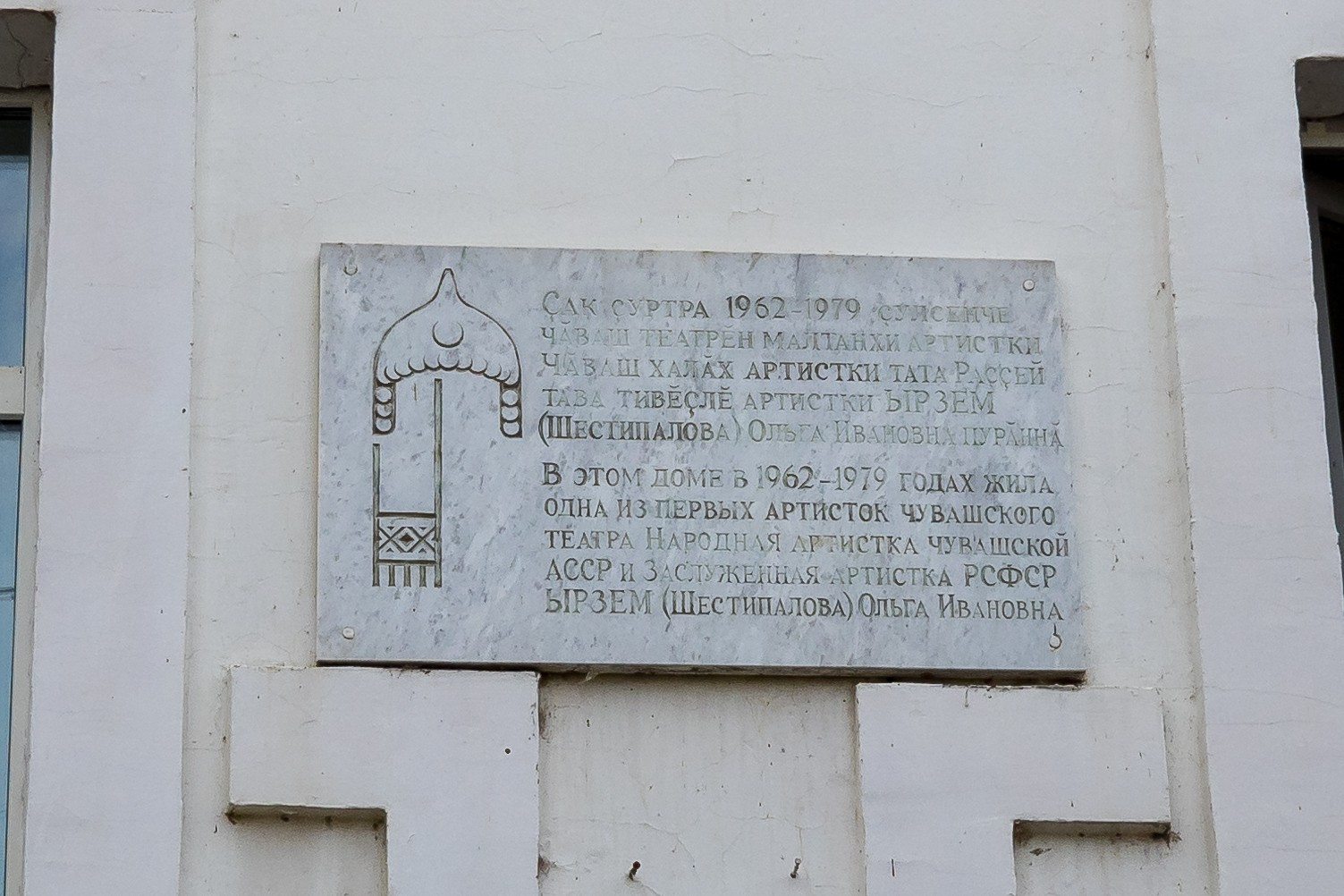
Мемориальная доска по адресу бульвар Купца Ефремова, 1

- На доме, где Ольга Ивановна проживала в Чебоксарах (бульвар Купца Ефремова, 1), установлена мемориальная доска[7].
- В Байгулово, родном селе актрисы, её именем названа одна из улиц[8].